# Les Choses de la vie
Pour le roman de Paul Guimard, voir Les Choses de la vie (roman).
Pour plus de détails, voir Fiche technique et Distribution.
Les Choses de la vie est un film dramatique franco-italo-suisse réalisé par Claude Sautet, sorti en 1970.
Il s'agit d'une adaptation du roman du même nom Les Choses de la vie de Paul Guimard publié en 1967.

## Synopsis
Pierre (Michel Piccoli), architecte d'une quarantaine d'années, est victime d'un grave accident de la route sur une route de campagne : roulant trop vite, il percute une bétaillère qui a calé au milieu d'une intersection. Éjecté du véhicule qui prend feu, blessé et dans un coma vigile, au bord de la route, il se remémore son passé récent, notamment les deux femmes qui comptent dans sa vie : son épouse Catherine (Lea Massari) dont il est séparé et avec qui il a eu un fils, Bertrand (Gérard Lartigau), et l'Allemande Hélène (Romy Schneider), avec qui sa relation amoureuse faite de hauts et de bas est à un tournant.
Il revoit sa vie en accéléré et réalise alors l'importance de ces multiples petites choses de l'existence, « les choses de la vie », ces joies et ces peines qui constituent l'essentiel de toute une vie. L'état de Pierre constitue la trame du film : sans aucune conscience de sa mort imminente, et naïvement obsédé par sa « fatigue », son monologue intérieur tourne sans cesse autour de la nécessité de ne surtout pas laisser traîner une lettre de rupture qu'il avait écrite pour sa maitresse mais dont il avait renoncé in extremis à la poster, se ravisant, puis laissant un message téléphonique où il annonçait son souhait de l'épouser. Le contenu de cette lettre donnerait un tout autre sens à son rapport aux autres si elle était découverte et lue. Cette missive ne parvient finalement pas à sa destinataire : à l’hôpital sont remises à l'épouse du défunt ses dernières affaires dont cette lettre. Passant outre que la lettre est adressée à la maitresse de Pierre et non à elle, Catherine la lit par curiosité. Émue et voyant à travers une fenêtre Hélène se précipiter à l'hôpital, elle déchire la missive de Pierre, accomplissant ainsi sans le savoir le vœu ultime de son défunt mari. Le film se conclut avec Catherine et Hélène ayant chacune la consolation de penser que c'était avec elle que Pierre souhaitait faire sa vie ...

## Fiche technique
- Titre français et québécois : Les Choses de la vie[1]
- Titre italien : L'amante
- Réalisation : Claude Sautet
- Scénario : Paul Guimard,
  - adapté par Claude Sautet, Sandro Continenza et Jean-Loup Dabadie,
  - d'après le roman éponyme de Paul Guimard Les Choses de la vie[2],[Note 1]
- Musique : 
  - Philippe Sarde[Note 2]
  - Antonio Vivaldi (concerto pour flûte traversière et orchestre, RV 439 : La Notte/La Nuit)
- Décors : André Piltant
- Costumes : Jacques Cottin
- Photographie : Jean Boffety
- Son : René Longuet, Pierre Davoust, Jean Nény, Alex Pront
- Montage : Jacqueline Thiédot
- Production : Raymond Danon, Jean Bolvary et Roland Girard
- Sociétés de production[3] :
  - France : Lira Films et Sonocam
  - Italie : Fida Cinematografica
- Sociétés de distribution :
  - France : UGC-Sirius-CFDC
  - Italie : Fida Cinematografica
  - Belgique : Belga Films
- Pays de production :  France,  Italie,  Suisse
- Langue originale : français
- Format[4] : couleur (Eastmancolor) - 35 mm - 1,66:1 (VistaVision) - son Mono
- Genre : drame, romance
- Durée :  89 minutes
- Tournage : 19 juin - 13 août 1969
- Dates de sortie[5] :
  - France : 13 mars 1970 (sortie nationale) ; 10 mai 1970 (Festival de Cannes) ; 24 décembre 2014 (réédition - version restaurée)
  - Québec : 13 mars 1970[1]
  - Italie : 18 avril 1970
  - Suisse : non disponible
  - Belgique : 19 juin 1970
- Classification[6] :
  - France : tous publics[7]
  - Belgique : tous publics (Alle Leeftijden)[8]
  - Québec : tous publics (G - General Rating)[1]
- Affiche : René Ferracci (France)[réf. nécessaire]

## Distribution
Sauf indication contraire, les informations mentionnées dans cette section peuvent être confirmées par la base de données cinématographiques IMDb,  présente dans la section « Liens externes ».
- Michel Piccoli : Pierre Bérard
- Romy Schneider : Hélène Haltig
- Lea Massari : Catherine Bérard
- Jean Bouise : François
- Gérard Lartigau : Bertrand Bérard
- Boby Lapointe : le conducteur de la bétaillère
- Hervé Sand : le camionneur
- Jacques Richard : l'infirmier-ambulancier
- Betty Beckers : Annette, l'autostoppeuse
- Dominique Zardi : l'autostoppeur
- Gabrielle Doulcet : Guitte
- Roger Crouzet : le promoteur
- Henri Nassiet : M. Bérard, le père de Pierre
- Claude Confortès : le médecin
- Jerry Brouer : le prétendant de Catherine
- Jean Gras : Georges, le chef de chantier
- Marie-Pierre Casey : la postière
- Marcelle Arnold : la mère d'Hélène
- Jean-Pierre Zola : le père d'Hélène
- Max Amyl : le curé
- Isabelle Sadoyan : l'infirmière
- Gérard Streiff : le motard de la gendarmerie et cascades

Non crédités
- Clément Bairam : le premier gendarme
- Christian Bertola : le chirurgien
- Lucie Blome : une cliente de la poste
- Béatrice Boffety : Anne
- Henri Coutet : l'employé de la salle des ventes
- Raoul Delpard : l'ambulancier
- Lucien Frégis : un curieux
- Karine Jeantet : la téléphoniste
- Pierre Londiche : l'interne
- Luigi : le deuxième gendarme
- Jean Piccoli

## Production

### Genèse
Selon ce que Claude Sautet précise : 

« En octobre 1968, [Jean-Loup Dabadie] me demande mon avis sur un traitement qu'il vient d'écrire, d'après un livre de Paul Guimard, Les Choses de la vie. Je le lis et le trouve remarquable. [...] J'y vois enfin l'occasion de pouvoir traiter des problèmes de couple et surtout un accident de voiture à peu près impossible à faire. Et devant lequel beaucoup de cinéastes ont renoncé avant moi (parmi lesquels Claude Chabrol et Alain Cavalier). [...] Initialement le contrat comportait les noms d'Yves Montand et d'Annie Girardot. Je ne les voyais ni l'un ni l'autre dans les personnages. Je demande qu'on barre ce paragraphe et je pense tout de suite à Michel Piccoli et à Léa Massari [...]. »

C'est Pierre Granier-Deferre, en montrant à Claude Sautet des rushes du film La Piscine, qui convainquit le réalisateur de retenir Romy Schneider pour le rôle d'Hélène, grâce à la sensualité qu'elle y dégage.

### Tournage
Le tournage se déroule du 19 juin 1969 à août 1969
- Charente-Maritime
  - Île de Ré
  - La Rochelle (Vieux Port)
- Paris
  - Paris VIe, rue de Sèvres
  - Paris XVIe, 56 Rue de Bougainvilliers
- Yvelines
  - Septeuil
  - Neauphle-le-Château
  - Thoiry

Le tournage de la séquence de l'accident dure dix jours. Elle est coordonnée et réalisée par le cascadeur Gérard Streiff. Le lieu de l'accident, la pointe du Coq, se trouve au lieu-dit Villarceaux, sur la commune de Thoiry, dans les Yvelines, aux croisements de la rue de la mare Agrard, de la rue de Villarceaux et de la D119 (rue des Vignettes). Le décor est tout à fait fictif, fabriqué par la DDE à la demande de Claude Sautet[réf. souhaitée] (le carrefour tel qu'il apparaît dans la scène n'est pas reconnaissable sur les lieux actuels). Les panneaux au carrefour indiquent des lieux inexistants sur place (La Noue, Thuil), le panneau quatre faces en béton au premier plan précisant le département "Sarthe" en rouge. Les pommiers eux-mêmes ont été implantés pour les besoins de la scène.
La voiture conduite par Michel Piccoli est une Alfa Romeo Giulietta Sprint de 1959. L'ambulance emmenant Pierre à l'hôpital change de plaque d'immatriculation entre deux plans.

### Musique
C'est la première collaboration de Claude Sautet avec Philippe Sarde, qui signera ensuite la musique de tous ses films à part Un cœur en hiver.
La Chanson d'Hélène, thème du film, est signé par Sarde, mais Claude Sautet n'aimant pas la chanson, elle ne figure pas dans le film. C'est à la radio qu'on entend alors les voix de Romy Schneider et Michel Piccoli, qui la font connaître.
L'album de la bande originale du film a été publié par Philips (LP 6311 021).

## Distinctions
Entre 1969 et 1971, Les Choses de la vie a été sélectionné à plusieurs reprises et a remporté une récompense,.

### Récompense
- Prix Louis Delluc 1969 décerné à Claude Sautet

### Nominations et sélections
- Festival de Cannes 1970 : sélection officielle, en compétition pour la Palme d'or pour Claude Sautet[16],[17]
- Turkish Film Critics Association (SIYAD) Awards 1971 : meilleur film étranger (8e place)

### Sélection
- Festival de Cannes 1970 : sélection officielle, en compétition.

## Postérité
Le film inspire une chanson interprétée par Frida Boccara, L'Année où Piccoli jouait Les Choses de la vie, sur un thème de Telemann. Il fait également l'objet d'un remake américain en 1994 réalisé par Mark Rydell et intitulé Intersection, avec notamment Richard Gere et Sharon Stone.